# Паламарчук Іван Костянтинович
Іван Костянтинович Паламарчук (1919 — ?) — український радянський діяч, новатор виробництва, заслужений раціоналізатор УРСР, токар Понінківського целюльозно-паперового комбінату Полонського району Хмельницької області. Депутат Верховної Ради УРСР 6—7-го скликань.

## Біографія
Закінчив школу фабрично-заводського навчання. Трудову діяльність розпочав токарем заводу електрофарфорових виробів.
Служив у Червоній армії. Учасник німецько-радянської війни.
Після демобілізації, з 1947 року — токар Понінківського целюльозно-паперового комбінату Полонського району Хмельницької області. За систематичне перевиконання виробничих норм і відмінну якість роботи йому було присвоєно звання «майстер золоті руки». Автор понад 200 раціоналізаторських пропозицій.
Потім — на пенсії у смт. Понінці Полонського району Хмельницької області.

## Нагороди
- орден Вітчизняної війни 1-го ст. (6.04.1985)
- ордени
- медалі
- заслужений раціоналізатор Української РСР (23.10.1967)